# Judith Lewis Herman
Judith Lewis Herman es una psiquiatra estadounidense, investigadora, pionera, profesora y autora conocida por su investigación sobre la violencia doméstica, las consecuencias del incesto y el trauma complejo. Actualmente, es profesora en la Escuela de Medicina de la Universidad de Harvard en temas de psiquiatría, directora de entrenamiento del Programa de Víctimas de Violencias en el Hospital de Cambridge.  
Judith Herman es autora de dos libros galardonados, Father-Daughter Incest (Harvard University Press, 1981) y Trauma y Recuperación (Trauma and Recovery, Basic Books, 1992). Su siguiente libro, Truth and Repair: How Trauma Survivors Envision Justice, se publicó en marzo del 2023.

## Biografía
Judith Herman nació y creció en Nueva York con su madre Helen Block Lewis, psicóloga, feminista y psicoanalista que enseñaba en la Universidad de Yale, su padre Naphtali Lewis, profesor de la Universidad de Nueva York, conocido como prolífico escritor de la historia Ptolemaica y Romana, y sus dos hermanos menores. Sus padres fueron primera generación estadounidense, hijos de inmigrantes judíos de la Europa Central.
Helen Block Lewis, madre de Judith Herman, fue pionera ella misma en el estudio de la culpa y la vergüenza, emociones que Judith Herman contemplaría como fundamentales en su estudio del trauma complejo.

### Estudios
Judith Herman es más conocida por su libro Trauma y Recuperación, en donde distingue los efectos del trauma psicológico de un solo evento - el TEPT - y la traumatización crónica y prolongada. A esta última manifestación del trauma -como el abuso sexual infantil cometido por un familiar, violencia doméstica, secuestro político o prisioneros de guerra - la denomina Trauma Complejo. 
Aunque aún no ha sido aceptado el término en el DSM-V como una categoría separada, la última versión de la Clasificación Internacional de Enfermedades (CIE-11) publicada en 2018, incluye el diagnóstico de Trastorno de Estrés Postraumático Complejo.

## Política
Junto con otros 37 psiquiatras de Estados Unidos, Herman ha denunciado los peligros de tener un presidente como Donald Trump. Coinciden en que, si bien no es posible hacer un diagnóstico adecuado sin examinación personal, la peligrosidad puede evaluarse a partir del comportamiento observado, como en la psicopatología forense.

## Obras

### Libros

#### Father-Daughter Incest (1981)
En 1975, Herman y su colega Lisa Hirschman se dieron cuenta del número alarmante de mujeres sobrevivientes de incesto que atendían en los inicios de su práctica clínica. Las víctimas solían ser hijas, hijas adoptivas, sobrinas; de parte de sus padres, padrastros, tíos. Sus superiores decían que era común que las pacientes femeninas mientan, acusen o fantaseen sobre encuentros sexuales con sus padres. Al buscar literatura clínica se encontraron la "elaborada tradición intelectual cuyo propósito era suprimir la verdad sobre el incesto, una tradición que, como muchas, se originaron en los trabajos de Freud", es decir, cuando Freud renunció a su inicial teoría de la seducción que explicaría la histeria femenina como consecuencia de abuso infantil, y concluyó que no era más que una fantasía edípica.

#### Trauma and Recovery (1992)
El primer libro que explora la historia del trauma psicológico desde una perspectiva de género e introduce el concepto de trauma complejo, que se distingue del trauma simple o agudo. Compara las experiencias de los veteranos de guerra con los sobrevivientes de violencia doméstica, abuso infantil y prisioneros políticos.
Propone también un modelo de tratamiento en tres etapas:
1. Seguridad.
2. Recuerdo y luto
3. Reconexión con su comunidad y el mundo

#### Truth and Repair: How Trauma Survivors Envision Justice (2022)
En este reciente libro expande la tercera etapa de recuperación de trauma complejo —reconexión— como una búsqueda de justicia, pero centrado más en la percepción individual de justicia y reparación. Explora propuestas punitivas y no punitivas de reparación involucrando a las comunidades de los sobrevivientes.

### Otros libros
- D’Orazio, J. (2020). Group Trauma Treatment in Early Recovery: Promoting Safety and Self-Care by Judith Herman Diya Kallivayalil (review). Group, 44(1), 61-64. https://doi.org/10.1353/grp.2020.0000
- Mendelsohn, M., Herman, J. L., Schatzow, E., Coco, M., Kallivayalil, D., & Levitan, J. (2011). The Trauma Recovery Group: A Guide for Practitioners. http://ci.nii.ac.jp/ncid/BB06868999
- Lee, B. X. (2019). The Dangerous Case of Donald Trump: 37 Psychiatrists and Mental Health Experts Assess a President - Updated and Expanded with New Essays. Thomas Dunne Books.[13]

### Capítulos de libros
- Herman, Judith Lewis (2003), «Introduction: Hidden in Plain Sight: Clinical Observations on Prostitution»,  en Farley, Melissa, ed., Prostitution, Trafficking and Traumatic Stress, Binghamton, New York: Haworth Maltreatment & Trauma Press, pp. 1-16, ISBN 978-1-136-76490-5.. Sample pdf.

### Artículos selectos
- Harvey, Mary, and Herman, Judith Lewis (septiembre 1994). "Amnesia, Partial Amnesia, and Delayed Recall among Adult Survivors of Childhood Trauma". Consciousness and Cognition 3 (3-4): 295–206.
- Cloitre M, Stolbach BC, Herman JL, van der Kolk B, Pynoos R, Wang J, Petkova E. A developmental approach to complex PTSD: childhood and adult cumulative trauma as predictors of symptom complexity. J Trauma Stress. 2009 Oct; 22(5):399-408. doi: 10.1002/jts.20444. 2009 Sep 30. PMID: 19795402.
- Scoglio AAJ, Rudat DA, Garvert D, Jarmolowski M, Jackson C, Herman JL. Self-Compassion and Responses to Trauma: The Role of Emotion Regulation. J Interpers Violence. 2018 Jul; 33(13):2016-2036. doi: 10.1177/0886260515622296. Epub 2015 Dec 16. PMID: 26681787.
- Herman, Judith Lewis (abril 2003). «The Mental Health of Crime Victims: Impact of Legal Intervention». Journal of Traumatic Stress 16 (2): 159-166. PMID 12699203. S2CID 12123376. doi:10.1023/A:1022847223135.
- Herman, Judith Lewis (enero 2004). «Introduction: Hidden in Plain Sight: Clinical Observations on Prostitution». Journal of Trauma Practice 2 (3–4): 1-13. S2CID 216134309. doi:10.1300/J189v02n03_01.
- Herman, Judith Lewis (mayo 2005). «Justice from the Victim's Perspective». Violence Against Women 11 (5): 571-602. PMID 16043563. S2CID 42891871. doi:10.1177/1077801205274450.
- Herman, Judith Lewis; Dutra, Lissa; Callahan, Kelley; Forman, Evan; Mendelsohn, Michaela (enero 2008). «Core Schemas and Suicidality in a Chronically Traumatized Population». Journal of Nervous and Mental Disease 196 (1): 71-74. PMID 18195645. S2CID 11900567. doi:10.1097/NMD.0b013e31815fa4c1.